# Morgan Bokele
Morgan Bokele Mputu, né le 13 mars 2004 à Lyon en France, est un footballeur franco-camerounais qui évolue au poste d'ailier gauche au FC Metz.
Son frère, Malcom Bokele, est lui aussi footballeur professionnel.

## Historique

### Formation lyonnaise et arrivé au FC Metz (2014-2023)
Né à Lyon, en France, Bokele rejoint à l'âge de 10 ans le centre de formation de l'Olympique lyonnais, avec son frère, Malcom Bokele. Il reste à Lyon durant 4 ans, avant de rejoindre le FC Lyon à l'âge de 14 ans.
En 2019, Morgan rejoint le centre de formation du FC Metz, en Moselle.
À partir de 2021, il enchaîne les matchs avec les U19 et l'équipe réserve du club, inscrivant un total de 10 buts en 33 matchs en U19 et de 11 buts en 39 matchs avec l'équipe réserve du FC Metz.

### FC Metz (depuis 2024)
Le 1er février 2024, Bokele signe son premier contrat professionnel avec le club mosellan. Il est lié avec Metz jusqu'au 30 juin 2026.
De retour au FC Metz après son prêt au SAS Épinal, Bokele dispute ses premières minutes en professionnel à l'occasion du match face au SC Bastia lors de la 1re journée de Ligue 2. Sa première titularisation intervient lors de la 12e journée du championnat face à l'AC Ajaccio au Stade Michel-Moretti.
Lors de la 26e journée face au FC Annecy, il inscrit son premier but sous les couleurs du club mosellan, permettant la large victoire du FC Metz sur le score de cinq buts à un au stade Saint-Symphorien. Le match suivant, en entrant en toute fin de match dans un match crucial pour la montée en Ligue 1, il inscrit le but de la victoire pour Metz face à l'USL Dunkerque à la dernière minute du match,.
Le 23 mai 2025, le joueur prolonge son contrat jusqu'en 2028 avec le club lorrain.

#### Prêt au SAS Épinal (2024)
Dans la foulée de la signature de son premier contrat professionnel, Bokele s'engage en prêt jusqu'à la fin de la saison avec le SAS Épinal, dans les Vosges, alors en National 1.
Il dispute son premier match avec les vosgiens lors de la 20e journée de championnat face au SO Cholet à domicile (victoire 3-1). Il inscrit son seul et unique but sous les couleurs d'Épinal lors de la dernière journée face au Red Star FC, alors leader et champion de National 1.

## Statistiques

### Statistiques en club
| Saison                | Club                  | Championnat           | Championnat | Championnat | Championnat | Coupe nationale | Coupe nationale | Coupe nationale | Coupe de la Ligue | Coupe de la Ligue | Coupe de la Ligue | Play-offs | Play-offs | Play-offs | Total | Total | Total |
| Saison                | Club                  | Division              | M.          | B.          | P.d.        | M.              | B.              | P.d.            | M.                | B.                | P.d.              | M.        | B.        | P.d.      | M.    | B.    | P.d.  |
| 2021-2022             | FC Metz rés.          | National 2            | 6           | 0           | 0           | -               | -               | -               | -                 | -                 | -                 | -         | -         | -         | 6     | 0     | 0     |
| 2022-2023             | FC Metz rés.          | National 2            | 16          | 2           | 0           | -               | -               | -               | -                 | -                 | -                 | -         | -         | -         | 16    | 2     | 0     |
| 2023-2024             | FC Metz rés.          | National 3            | 13          | 8           | 0           | -               | -               | -               | -                 | -                 | -                 | -         | -         | -         | 13    | 8     | 0     |
| 2024-2025             | FC Metz rés.          | National 3            | 4           | 1           | 0           | -               | -               | -               | -                 | -                 | -                 | -         | -         | -         | 4     | 1     | 0     |
| Sous-total            | Sous-total            | Sous-total            | 39          | 11          | 0           | -               | -               | -               | -                 | -                 | -                 | -         | -         | -         | 39    | 11    | 0     |
| 2023-2024             | SAS Épinal (prêt)     | National 1            | 14          | 1           | 0           | -               | -               | -               | -                 | -                 | -                 | -         | -         | -         | 14    | 1     | 0     |
| 2024-2025             | FC Metz               | Ligue 2               | 28          | 3           | 3           | 3               | 0               | 1               | -                 | -                 | -                 | 3         | 0         | 0         | 34    | 3     | 4     |
| Total sur la carrière | Total sur la carrière | Total sur la carrière | 81          | 15          | 3           | 3               | 0               | 1               | 0                 | 0                 | 0                 | 3         | 0         | 0         | 87    | 15    | 4     |